# Солдатське (Фатезький район)
Солдатське (рос. Солдатское) — село в Фатезькому районі Курської області Російської Федерації.
Населення становить 225 осіб. Входить до складу муніципального утворення Солдатська сільрада.

## Історія
Населений пункт розташований на території українського етнічного та культурного краю Східна Слобожанщина.
Від 2004 року входить до складу муніципального утворення Солдатська сільрада.

## Населення
| 1862 | 1877 | 1897 | 1905  | 1979 | 1989 | 2002 |
| ---- | ---- | ---- | ----- | ---- | ---- | ---- |
| 870  | ↗983 | ↘874 | ↗1144 | ↘195 | ↘175 | ↗241 |
| 2010 |      |      |       |      |      |      |
| ↘225 |      |      |       |      |      |      |